# Pad thai
Pad thai (o phad thai, tailandés: ผัดไทย) es uno de los platos más conocidos de la cocina tailandesa.
Se trata de un plato salteado en wok, y a base de fideos de arroz con huevo, salsa de pescado, pasta de tamarindo, y cualquier combinación de brotes de soja, camarones, pollo decorado con cacahuates picados igual que tostados y cilantro, algunos expertos coreanos utilizan dos tipos de salsa de soja. Se sirve habitualmente con una rodaja de limón y el jugo de esta fruta se añade al plato como condimento. En Tailandia puede ser servido decorado con una flor de plátano, azúcar de palma y chile tostado en polvo.
El 7 de noviembre de 2017, Google celebró el Pad Thai haciéndole un Doodle.

## Variantes

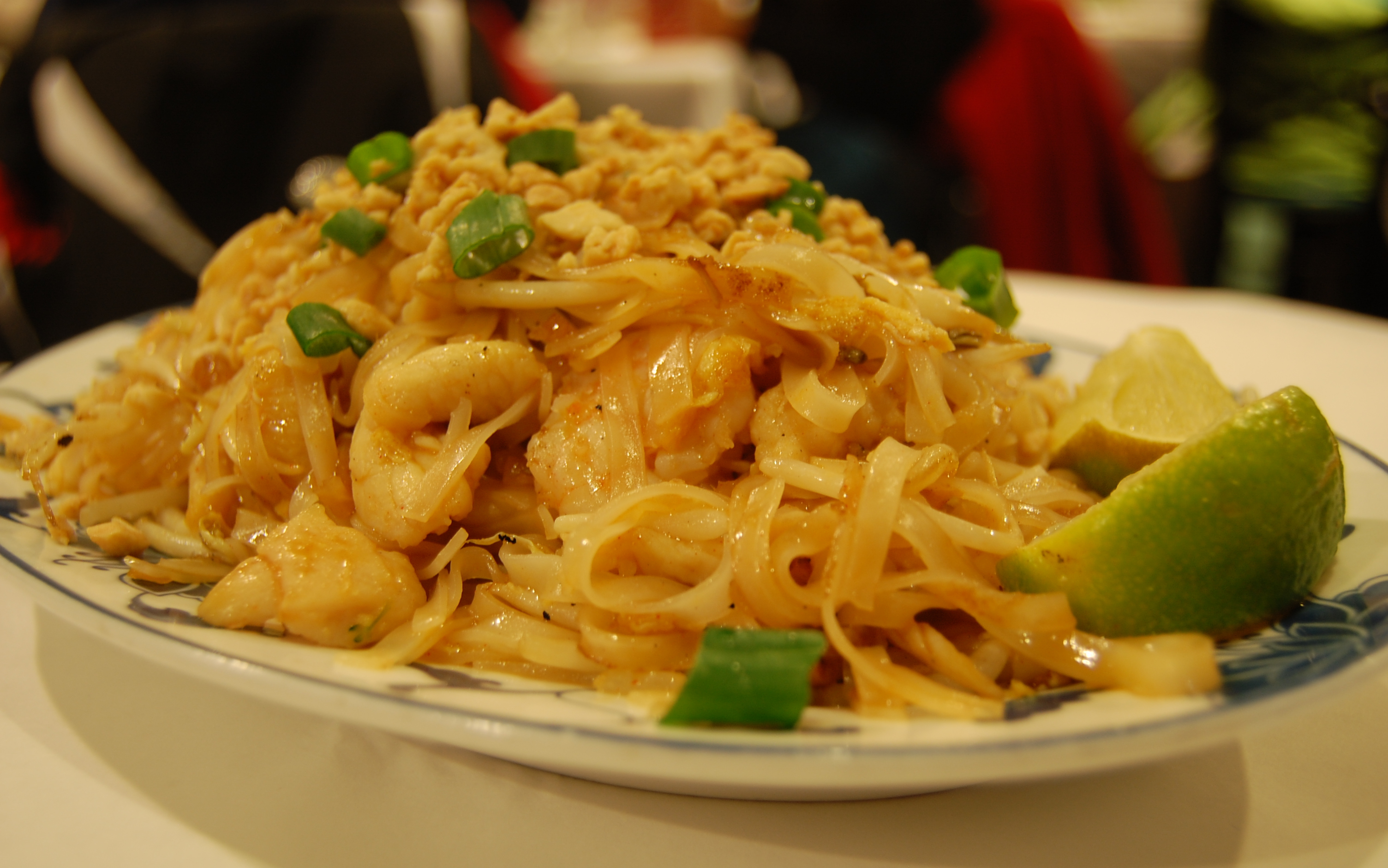
Pad thai

Se han desarrollado dos estilos diferentes de pad thai: la versión seca y ligera que se puede encontrar en las calles de Tailandia y la versión que parece dominar en restaurantes de Occidente, más pesada y aceitosa.
Pad Thai es un alimento que está influenciado por la comida china, originalmente llamada "fideos fritos" y se ha cambiado a un nuevo sabor, seguido de más comida tailandesa más tarde.

## Origen

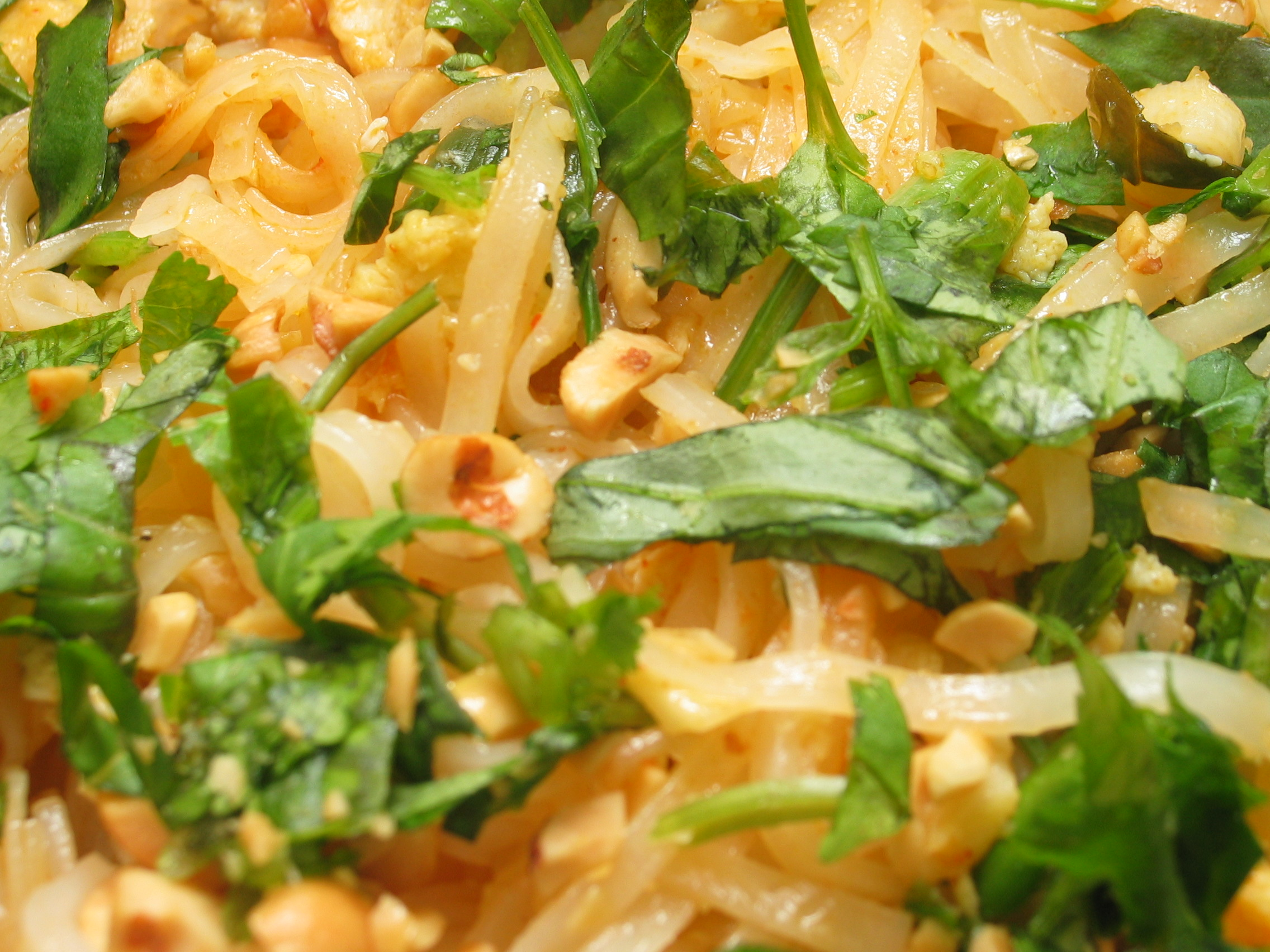
Un detalle de cerca a los ingredientes

Al parecer este plato no está exento de críticas. Debido, a que no podría etiquetarse como tradicional, pues fue una invención de mitad del siglo XX. Específicamente, el Pad Thai fue creado en la época de la dictadura de "Plaek Pibulsonggram", conocido como Phibun, que mandó en Tailandia durante dos períodos (1938-1944 y 1948-1957). El objetivo al crearlo era dar a conocer la cultura tailandesa, hacer un plato que gustara a los paladares de todo el mundo. De hecho, en esta misma época el país había cambiado por primera vez de nombre, de Siam a Prathet Thai Y posteriormente, en 1949, se pasó a llamar como en la actualidad, Tailandia. 
El país no tenía un plato nacional, pues había que inventarlo, ello hizo Phibun. Esto coincidió con las penurias de la Segunda Guerra Mundial, que causó una severa escasez de arroz, el alimento básico para los tailandeses. Eso condujo a los fideos de arroz, baratos, abundantes y saciadores. Y de ahí, a la receta que ha llevado a Tailandia por todo el mundo, que fue arreglando poco a poco como el ansiado plato nacional. 